# Roger Neubauer
Roger Neubauer (Strasburgo, 8 maggio 1938 – 9 ottobre 2023) è stato un pallanuotista francese.
Ha partecipato, come membro della Francia, alle Olimpiadi di Roma 1960, partecipando al torneo di pallanuoto.